# Tomislav Karamarko
Tomislav Karamarko (Zadar, 25. svibnja 1959.), hrvatski povjesničar i političar, predsjednik HDZ-a od 2012. do 2016. 
Bivši je šef kabineta predsjednika Vlade i predsjednika Sabora, predstojnik Ureda za nacionalnu sigurnost, ravnatelj Protuobavještajne agencije (2004. – 2006.), ravnatelj Sigurnosno-obavještajne agencije (2006. – 2008.) i ministar unutarnjih poslova RH (2008. – 2011.) te prvi potpredsjednik Vlade Republike Hrvatske (2016.). 
Jer ga je za korupciju optužilo Povjerenstvo za odlučivanje o sukobu interesa Republike Hrvatske u lipnju 2016. daje ostavku na mjesto potpredsjednika Vlade, a potom i na mjesto predsjednika HDZ-a, svega dva mjeseca nakon što su ga članovi stranke ponovo izabrali na tu dužnost. U presudi Upravnog suda 24. veljače 2021. optužbe su proglašene netočnima.

## Životopis
Rođen je 25. svibnja 1959. u Zadru. Rodom je iz Kruševa gdje je i pohađao osnovnu školu. Diplomirao je povijest na Filozofskom fakultetu u Zagrebu.

## Politička karijera
Tomislav Karamarko jedan je od suosnivača HDZ-a. Godine 1992. postao je šefom Kabineta tadašnjeg predsjednika Vlade Josipa Manolića, zatim i Franje Gregurića. Od 1992. do 1993. bio je šef kabineta predsjednika Hrvatskoga sabora. Nakon toga napustio je HDZ. Od 1993. do 1996. bio je načelnik PU zagrebačke, od 1996. do 1998. obnaša dužnost pomoćnika ministra unutarnjih poslova.
Godine 2000. bio je voditelj izbornog stožera tadašnjeg predsjedničkog kandidata Stjepana Mesića te postaje i savjetnikom predsjednika RH za nacionalnu sigurnost. Od 2000. do 2002. bio je predstojnik Ureda za nacionalnu sigurnost, a 2004. do 2006. godine bio je ravnatelj Protuobavještajne agencije. Na mjesto ravnatelja Sigurnosno-obavještajne agencije (SOA) imenovan je u rujnu 2006., i tu dužnost obnašao je sve do 2008. godine.
U Hrvatskom saboru 10. listopada 2008. glasovanjem je potvrđen za ministra unutarnjih poslova. U rujnu 2011. ponovno pristupa HDZ-u.
Na XV. saboru HDZ-a 20. svibnja 2012. u drugom krugu pobjeđuje Milana Kujundžića i postaje četvrti predsjednik HDZ-a.
U svibnju 2020. godine sklopio je koalicijski sporazum s bivšom članicom HDZ-a, Brunom Esih o zajedničkom izlasku na Parlamentarne izbore koji su predviđeni za srpanj 2020. godine.